# قرية تل شيراز (جهاد أباد كرمان)
قریة تل شیراز (بالفارسية: روستای تل شیراز) هي منطقة سكنية تقع في إيران في البلدة المركزية. يقدر عدد سكانها بـ 928 نسمة بحسب إحصاء 2016.